# Гинисова књига рекорда
Гинисова књига рекорда (енгл. The Guinness Book of Records) је годишњи преглед светских рекорда, како људских достигнућа тако и природних феномена. Први пут ју је објавило 1955. године пиварско предузеће „Гинис“. Данас се објављује у више од стотину земаља широм света на више од 23 језика. Године 2005. је изашло педесето јубиларно издање зборника.

## Историја
Хју Бивер (енгл. Hugh Beaver) је, 10. новембра 1951, године, ловио у Вестон Харборун уз реку Слејни, на југоистоку Ирске. Након тога, био је укључен у расправу која птица је бржа — златни жалар или јаребица од свих европских птица које се лове. Исте вечери доласком у Цестлбриџ Хаус схвата да уз помоћ доступних референтних књига није могуће доказати да ли златни жалар јесте или није најбржа од свих европских птица које се лове. Схватио је да се и о многим другим сличним питањима сваке вечери расправља у 81.400 крчми широм Велике Британије и Ирске, а да нема ниједне књиге која би спорове у вези са рекордима разрешила. То га је довело до закључка да би се оваква књига могла показати изузетно популарном. Његова идеја постаје реалност 12. септембра 1951. године када је упослио близанце Нориса и Роса Мекрајтера, да виде може ли томе помоћи њихова Лондонска агенција за утврђивање чињеница. Отворена је канцеларија која је започела рад на првом издању, од 198 страна, чији су први примерак штампари повезали 27. августа 1955. године. Пре божића исте те године Гинисова Књига рекорда нашла се на првом месту листе бестселера, да би на њему све досад остала, осим 1957. године и 1959. године, када нису штампана нова издања.
Гинисова књига рекорда данас је највише усредсређена на људска такмичења, али поред такмичења садржи неке чињенице као на пример колико је износила тежина најтежег тумора на свету, која је најкраћа река на свету и слично.

## Срби у књизи
Весна Вуловић бивша стјуардеса ЈАТ-а заузела је четврто место највећих рекорда у историји као особа која је преживела пад са висине 10.160 m без падобрана. Пад се десио 26. јануара 1972. године изнад Српске Камењице у Чехословачкој (данашња Чешка). Емигрантски усташки терориста је поставио бомбу у авион ЈАТ-а на лету 367, која је разнела DC-9-30. Весна Вуловић је преживела пошто је била везана за своје седиште у задњем делу авиона који је, после експлозије, остао спојен за тоалете и пао на снегом покривену планину.
Далибор Јаблановић из Стубице код Параћина. Средњу школу је завршио у Параћину. Дипломирао је Савремене рачунарске технологије на Високој техничкој школи струковних студија у Нишу. Неколико година касније је специјализирао на истом смеру. Јаблановић је обарао Гинисове рекорде чак 26 пута у 11 категорија и тиме успео да осигура место Србина са највише оборених Гинисових рекорда како међу држављанима Србије, тако и на Балкану. Јаблановић је проглашен за најбољег такмичара месеца августа 2013. на Гинисовим изазовима. Рекорде је обарао како на Гинисовим изазовима (платформа Гинисове књиге на званичном сајту) тако и у дому културе у селу Стубица код Параћина испред многобројних грађана, и чланова комисије. Чланови комисије су угледни грађани, који су у својству сведока, мерача времена, и других активности. Они надгледају регуларност и спровођење обарања рекорда. Неки од Гинисових рекорда које је оборио: највише кашика балансираних на лицу (31), највише коцкица поравнатих и постављених на исти број везаних очију (29), најбрже време да се десет коцкица ставе на број један везаних очију (6,84 секунде), најбрже организује шаховски сет у тиму двоје (37,30 секунде), најбрже организује шаховски сет појединац (34,20 секунде), најбрже размотати ролну тоалет папира једном руком (9,80 секунди), највише кашика балансираних на телу (79), највише стик нотес папирића залепљених на лице за 30 секунди (25) и други. Рекорди су презентовани на порталима и у новинама широм света.
Никола Кулезић је фризер из Шапца, уписао се у Гинисову књигу рекорда у дисциплини " Најдуже надограђена коса у облику плетенице". У присуству комшија направио је кику дужине 820 m и тиме оборио претходни рекорд који је износио 294,49 m. Користио је синтетичке длаке различите боје и нијанси. Коса је била тешка преко 70 килограма. Спајана је методом чворовање-плетење-спаљивање. Било је потребно око 10 сати за учвршћивање надограђене косе за косу модела. Модел је била Ивана Кнежевић.
Славиша Пајкић из Пожаревца познатији као "Биба Струја" је човек феномен који голим рукама може да држи жице под напоном струје. Захваљујући феномену који је открио још као тинејџер, Пајкић је цео живот посветио електричној струји са којом се "дружи" и данас. Наиме његов организам је отпоран на струју и он контролише јачину струје коју испушта његово тело. Биба има ектодермалну дисплазију, ретко обољење које за последицу има веома суву кожу и отпорност на електричну енергију. Два пута је ушао у Гинисову књигу рекорда: 1981. године додирнуо је неколико хиљада волти, а 2003. године загрејао је воду на 97 степени за минут и 37 секунди.
Милован Милутиновић из Ужица познатији као "Ужички Супермен" је успео да оде пешака од Ужица до Лондона и пред Гинисовом комисијом на стадиону "Линфорд Кристи" оствари животни сан. Милован је успео да постане Гинисов рекордер тако што је успео да трчи са теретом од 45 килограма на 100 m за само 25,19 секунди. Милутину је требало 62 дана да стигне до Лондона, смршао је 12 килограма, сусрео се са многим потешкоћама на путу, без знања Енглеског језика или било ког другог страног језика.
Ервин Катона из Суботице је Стронг мен и најјачи човек у Србији. Ервин држи светски рекорд у дисциплини Viking Press: потисак 155 kg-18 понављања. Ервин држи Гинисов рекорд у дисциплини Рампа (подизање 2 аутомобила по 1000 kg под нагибом од 15 степени у трајању од 1,02 минута). Ервин је такође Гинисов рекордер у најбржем превртању гуме на 20 m.
Миодраг Гидра Стојановић је био боксер, кик-боксер и борац мешовитих борилачких вештина. Тренирао је у боксерском клубу Црвена звезда, чији је био директор. Године 1986. уписао се у Гинисову књигу рекорда урадивши за 24 сата 29.449 трбушњака. Потом је 1993. године отишао у Лос Анђелес где је био сценариста и глумац у филму "Рођен као ратник“. По повратку у Југославију Гидра се посветио ултимат фајту. Убијен је 18. фебруара 2001. године испред Тениског клуба Партизан у Београду.
Золтан Гали из градића Ада у Бачкој по професији изврстан кувар. Золтан је одмалена привржен лонцима и варјачи и било му је осам година кад је скувао први паприкаш. Золтан је ушао у Гинисову књигу рекорда тако што је направио највеће јело од купуса, наиме Золтан је успео да скува и смота укупно 10.374 сарме које су биле тешке 1.400 килограма. Пре њега је Гинисов рекордер био кувар из Футога, коме је пошло за руком да "смота" 6.556 сарми, тешких 925,4 килограма.
Војислав Мијић из Шапца је успешни директор Шабачког пливачког маратона и троструки Гинисов рекордер. Шапчанин се заљубио у пливање као шестогодишњак. Пливање је научио у Јадрану. Уследио је нови изазов пливање од Сремске Митровице до Београда. Први Гинисов рекорд поставио је управо на овој деоници 1992. године, када је стазу од 139 km препливао за 36,5 часова. Већ следеће 1993. године, усред постјугословенског ратног вихора, препливао је од Вуковара до Београда 165 km за 23 часа и 56 минута и тако поставио нови Гинисов рекорд.
Десимир Деско Стојковић мајстор нунчака, поставио је Гинисов рекорд 2013 године, тако што је нунчакама у мету на џаку погодио тачно 234 пута за минут. Када је имао нешто више од десет година Десимира је фасцинирао Брус Ли који му је, као и већини дечака тог времена, постао идол и велика инспирација. Зато је још као мали почео да тренира борилачке вештине, али је врло брзо схватио да су нунчаке вештина његовог живота.
Милован Мијатовић је сточар из села Мионица околина Ваљева, двадесетогодишњи узастопни републички рекордер у производњи млека и меса. Наиме он је ушао у Гинисову књигу рекорда 2003. године тако што је одгајио најтежег бика на свету званог Фердинанд. Фердинанд је тежио 2100 kg и тиме оборио 100 година стар рекорд једног Мексиканског бика.
Миленко Топалов из Зрењанина (рођен у Елемиру),самоуки произвођач нумизматичких реплика. 29.11.2022. године уписан је у категорији "Најмања реплика новчића" Гинисове књиге рекорда. Титулу је освојио израдивши умањену реплику актуелног најмањег комеморативног златника на свету пречника 2,96 mm издатог од Швајцарске ковнице. Победничка реплика пречника 2,73 mm практично је и најмањи златник на свету.
Рекорд у броју особа са истим именом на истом месту је оборен 4. фебруара 2023. године у Београду, када се под организацијом Color Media Communications на истом месту окупило 256 особа са именом Милица Јовановић. Претходни рекорд је постављен у Токију 2022. године када се окупило 178 особа са именом Хироказу Танака.